# Szerelmeim (album)
Szerelmeim: Szűcs Judith 20. nagylemeze (CD), melyen szerelmes dalokat énekel.

## Az album dalai[1]
1. Legyen ez a tűz (Toldi Tamás-Nagy Gábor)
2. Búcsú (Szűcs Antal Gábor-Miklós Tibor)
3. Levél (Lerch István-Demjén Ferenc)
4. Az álmok végén (Candy de Rouge-Gunther Mende-Fülöp Csaba)
5. Együtt a szerelemért (Menyhárt János-Miklós Tibor)
6. Tűz színű éj (Marti Sharron-Albert Hammond-Szigeti Edit)
7. Eljön a nap (Menyhárt János-Miklós Tibor)
8. Good By My Love (Nick Munro-Mario Panas-Zámbó Jimmy)
9. Nem kell, hogy szólj (Menyhárt János-Miklós Tibor)
10. Ha belehalok százszor is (Menyhárt János-Miklós Tibor)
11. Csak a szerelem segít (Menyhárt János-Miklós Tibor)
12. Tengertánc (Závodi Gábor-Hatos Péter)
13. Álmomban még hazatérsz (Menyhárt János-Miklós Tibor)
14. Mondd mit tegyek, hogy érezd (Menyhárt János-Miklós Tibor)
15. Elbúcsúzom (Schöck Ottó-Schönthal Henrik)
16. Elvarázsoltál (Rakonczai Viktor-Valla Attila)
17. Mindig hinni kell (Mark Taylor-Paul Barry-Toldi Tamás)

## Közreműködtek
- Závodi Gábor – zenei producer